# بيتا رابو
بيتا رابو (بالإنجليزية: Pita Rabo)‏ (30 يوليو 1977 في فيجي - ) هو لاعب كرة قدم فيجي في مركز الهجوم. شارك مع منتخب فيجي لكرة القدم. أما مع النوادي، فقد لعب مع Rewa F.C. ‏.

## وصلات خارجية
- بيتا رابو على موقع الاتحاد الدولي (مؤرشف)  (الإنجليزية)
- بيتا رابو على موقع قاعدة بيانات كرة القدم.إي يو (الإنجليزية)
- بيتا رابو على موقع ناشيونال فوتبول تيمز (الإنجليزية)
- بيتا رابو على موقع Soccerway.com (الإنجليزية)